# Glory Box
Glory Box is een nummer van de Britse band Portishead. Het nummer verscheen op hun debuutalbum Dummy uit 1994. Op 2 januari 1995 werd het nummer uitgebracht als de derde en laatste single van het album.

## Achtergrond
Glory Box is geschreven door alle leden van Portishead. Ook funkmuzikant Isaac Hayes werd genoemd als schrijver, omdat er een sample van zijn "Ike's Rap II" is gebruikt in het nummer. Ook de baslijn van het Wallace Collection-nummer "Daydream" is gesampled.
De videoclip van "Glory Box" speelt zich af in de jaren '50 van de twintigste eeuw. Leadzangeres Beth Gibbons speelt een jazzzangeres in een club, waar een aantal kantoormedewerkers haar optreden bijwonen. Tussen enkele personages ontstaat seksuele spanning. Met uitzondering van de bandleden verschijnen alle acteurs als travestiet.
Glory Box is onder andere gebruikt in de films Stealing Beauty, Chacun cherche son chat, The Craft, Lord of War en Wild en in afleveringen van de televisieseries CSI: Crime Scene Investigation, Daria, Rescue Me, Numb3rs, American Horror Story en The Crown (S6 afl 7). Ook komt het voor in een commercial van Levi's. John Martyn coverde het nummer in 1998 voor zijn coveralbum The Church with One Bell. Alessia Cara sampelde het nummer in 2015 in haar debuutsingle Here.

## Hitnoteringen

### Nederlandse Top 40
| Hitnotering: 04-03-1995 t/m 25-03-1995 | Hitnotering: 04-03-1995 t/m 25-03-1995 | Hitnotering: 04-03-1995 t/m 25-03-1995 | Hitnotering: 04-03-1995 t/m 25-03-1995 | Hitnotering: 04-03-1995 t/m 25-03-1995 | Hitnotering: 04-03-1995 t/m 25-03-1995 |
| Week                                   | 1                                      | 2                                      | 3                                      | 4                                      |                                        |
| -------------------------------------- | -------------------------------------- | -------------------------------------- | -------------------------------------- | -------------------------------------- | -------------------------------------- |
| Positie                                | 36                                     | 35                                     | 31                                     | 32                                     | uit                                    |

### Mega Top 50
| Hitnotering: 04-03-1995 t/m 08-04-1995 | Hitnotering: 04-03-1995 t/m 08-04-1995 | Hitnotering: 04-03-1995 t/m 08-04-1995 | Hitnotering: 04-03-1995 t/m 08-04-1995 | Hitnotering: 04-03-1995 t/m 08-04-1995 | Hitnotering: 04-03-1995 t/m 08-04-1995 | Hitnotering: 04-03-1995 t/m 08-04-1995 | Hitnotering: 04-03-1995 t/m 08-04-1995 |
| Week                                   | 1                                      | 2                                      | 3                                      | 4                                      | 5                                      | 6                                      |                                        |
| -------------------------------------- | -------------------------------------- | -------------------------------------- | -------------------------------------- | -------------------------------------- | -------------------------------------- | -------------------------------------- | -------------------------------------- |
| Positie                                | 42                                     | 31                                     | 26                                     | 25                                     | 32                                     | 41                                     | uit                                    |

### NPO Radio 2 Top 2000
| Nummer met noteringen in de NPO Radio 2 Top 2000 | '14 | '15  | '16  | '17  | '18  | '19  | '20  | '21  | '22  | '23  | '24 |
| ------------------------------------------------ | --- | ---- | ---- | ---- | ---- | ---- | ---- | ---- | ---- | ---- | --- |
| Glory Box                                        | 913 | 1050 | 1195 | 1155 | 1165 | 1167 | 1286 | 1191 | 1152 | 1085 | 744 |

1. ↑  Een vetgedrukt getal geeft de hoogste notering aan.
2. ↑  2014 was het eerste jaar met een notering voor dit nummer.